# Dokmai Sot
หม่อมหลวงบุปผา นิมมานเหมินท์
Mom Luang Bubpha Kunchon (en thaï : ม.ล.บุปผา กุญชร mᴐm lwaŋ bub pha: kun ʃᴐn) de son nom de naissance, née le 17 février 1905 à Bangkok et morte à New Delhi le 17 janvier 1963 , est une écrivaine thaïlandaise. 
Son prénom thaï Bub-Pha se rencontre dans les ouvrages imprimés parfois orthographié บุปผา, parfois บุบผา, les deux formes graphiques sont homophones car en thaï les consonnes [b] et [p] sont neutralisées en [b] en fin de syllabe.
Son nom de femme mariée est Mom Luang Bubpha Nimmanhaemin. Elle est morte le 17 janvier 1963 à New Delhi où son mari était en poste comme ambassadeur de Thaïlande. Mom Luang est un des titres aristocratiques féminins les plus élevés au Siam. Elle était l’épouse de Sukich Nimmanhaemin, académicien et homme politique thaïlandais.
Elle a publié, sous le nom de plume Dokmai Sot (ดอกไม้ สด ; Fleur fraîche), des romans et des nouvelles ayant tous pour thème la vie familiale : ses deux plus célèbres livres en Thaïlande sont La première faute et Trois hommes.
Elle est aussi la grande sœur de Mom Luang Boonlua Debyasuvarn, également femme de lettres, célèbre sous le pseudonyme de Boonlua.

## Biographie

### Jeunesse
Mom Luang Bubpha Kunchon est la 31e enfant de Chao Phraya Thewet Wongwiwat (M.R. Lan Kunchon) et de Mom Malai Kunchon na Ayudhaya. Son père, polygame, a eu 32 enfants. Elle est née le 17 février 1905 au palais de Ban Mo à Bangkok. Elle est une des demi-sœurs de Mom Luang Boonlua Debyasuvarn, auteure thaïlandaise, ayant le nom de plume Boonlua.
Quand elle a quatre ans, après la séparation de ses parents, sa grand-mère Mom Chao Ying Chom (l'une des femmes du prince Krom Luang Wongsa Dhiraj Snid) la prend sous sa garde et l'amène vivre au Palais Royal. Sous l'influence de sa grand-mère elle est profondément marquée par la culture bouddhique traditionnelle. À l'âge de treize ans, elle retourne vivre avec sa mère et commence ses études secondaires à l'École du Couvent Saint-Joseph à Bangkok, la première école pour filles de Bangkok. Elle y obtient un diplôme en français.
Sa première œuvre de fiction est une pièce de théâtre La Peur (1927). Puis en 1929, à l'âge de vingt ans, elle écrit son premier roman intitulé Son ennemi, en thaï (Sattru Khong Jao Lon), publié dans le magazine mensuel Thaï Kasem le 15 juin 1929.
Les écrits de Dokmaï Sot sont considérés comme des romans pionniers du genre semi-réaliste. La plupart de son travail se rapporte à la vie de famille et surtout à l’amour entre jeunes gens. Elle a fait partie de la première génération d’écrivains qui attachait beaucoup d’importance aux personnages féminins.
Les thématiques un peu légères de ses romans de jeunesse, son statut d'écrivain officiel enseigné à l'école avec des objectifs moraux et civiques, soulèvent parfois des critiques dans la communauté académique. Mais par contre, elle est unanimement encensée par tous comme l'auteure ayant, en langue thaïe, le style le plus beau et le plus élégant[réf. nécessaire].
Ses premières œuvres sont des histoires d’amour, proches de la littérature à l'eau de rose. Mais après la révolution siamoise de 1932, qui met fin à la monarchie absolue et qui affecte profondément sa vie d'aristocrate de haut rang, ses romans deviennent plus réalistes notamment son œuvre la plus connue Les Nobles (1937) (ผู้ดี, Phu Di).
En 1948, elle publie un recueil de nouvelles Le Bon Citoyen. En 1949, elle commence le roman La dernière pièce de littérature, mais au bout des deux premiers chapitres, elle s'interrompt pour raison de santé. Puis, en 1954, elle part en Australie afin de se soigner. En septembre de la même année, elle épouse à San Francisco le professeur Sukich Nimmanhaemin, auteur du livre Khon Sae Li.
En 1959, elle suit son mari nommé ambassadeur de Thaïlande à New Delhi en Inde. Elle meurt à 57 ans, le 17 janvier 1963, d'une crise cardiaque à la résidence de l'ambassade de Thaïlande à New Delhi. 
Elle a composé douze romans, vingt nouvelles et un roman inachevé. Ses œuvres complètes sont publiées en thaï en quatorze volumes.

## Œuvres principales
(Titres traduits littéralement en français)
- Son ennemi, 1929 (ศัตรูของเจ้าหล่อน / Sattru Khong Jao Lon)
- Nich, 1929 (นิจ / Nit)
- Nanthawan, 1929 (นันทวัน / Nan tha wan)
- La première faute, 1930 (ความผิดครั้งแรก / Khwam Phit Khrang Raek)
- Vieux karma, 1932 (กรรมเก่า / Kam Kao)
- Trois hommes, 1933 (สามชาย / Sam Chai), ce livre a été donné en lecture personnelle à l’école secondaire thaïlandaise.
- Un sur cent, 1934 (หนึ่งในร้อย / Nueng Nai Roi), l’un des 100 meilleurs livres thaïs selon une liste officielle de 1998.
- L'accident, 1934 (อุบัติเหตุ / U Bat Ti Het)
- La victoire de Louang Naruban, 1935 (ชัยชนะของหลวงนฤบาล / Chai Chana Khong Luang Narueban)
- Les nobles[5], 1937 (ผู้ดี / Phu Di), ce livre a été sélectionné par le Ministère de l’Éducation comme un livre de lecture personnelle pour l’école secondaire thaïlandaise, il l’est encore de nos jours. L’histoire est celle d’une jeune fille riche qui, à la suite de la mort soudaine de son père et au changement de fortune provoqué par la Révolution de 1932, doit devenir le chef de famille et sacrifier son confort et ses rêves pour le bien-être de ses proches[6],[7],[8].
- Ainsi va le monde, 1940 (นี่แหละโลก / Ni Lae Lok), prix du roman asiatique.
- La dernière pièce de littérature, 1949 (วรรณกรรมชิ้นสุดท้าย / Wannakam Chin Sutthai), roman inachevé.
- Bussaba Bunn (บุษบาบรรณ / But Sa ba Ban), recueil de six nouvelles.
- Guirlande de fleurs (พู่กลิ่น / Phu Klin), recueil de quatorze nouvelles, nom d’origine Rueang Yoï (เรื่องย่อย). L’une des nouvelles de ce recueil, Le bon citoyen (พลเมืองดี / Phon la mueang di), a été publiée en anglais dans un numéro spécial de la revue australienne SPAN[9].

### Œuvres traduites en français
- Les Nobles(ผู้ดี, Phu Di), trad. du thaï par Wanee Pooput et Annick D'Hont, Editions de l'Aube, 2008[10] ; 2e édition révisée Les nobles [« ผู้ดี »]  (trad. du thaï par Wanee Pooput et Annick D'Hont), Éditions Gope,‎ 2018 (réimpr. 2018) (1re éd. 2008), 374 p. (ISBN 979-10-91328-52-4, présentation en ligne). Il y a aussi la traduction indirecte de l'anglais par Marcel Barang sous le titre Noblesse oblige[11].
- Un extrait du roman Ainsi va le monde[12](นี่แหละโลก / Ni Lae Lok) (il aurait également été traduit en japonais selon l'Institut royal de Thaïlande[13], pas de référence bibliographique).